# CymaScope
El CymaScope és un instrument científic patentat que crea imatges precises equivalents a qualsevol so audible. El CymaScope es va desenvolupar després d'una expedició científica a la piràmide de Kheops d'Egipte per part de l'ingenyer d'acústic John Stuart Ried. Allà es van realitzar un seguit d'experiments pel que fa la resonància de la cambra reial i a partir d'ells es va crear el CymaScope, capaç de visualitzar el so.

## Aplicacions
El CymaScope s'ha utilitzat en un ampli ventall de disciplines científiques, com ara per estudiar el so de les estrelles o l'ecolocalització dels dofins. També té aplicacions en els camps de l'educació i la psicologia.
1. 1 2  Cymasope.com. «Home of the Cymatics» (en anglès). [Consulta: 12 desembre 2018].
2. ↑  Cymasope.com. «Home of the Cymatics» (en anglès). [Consulta: 12 desembre 2018].
3. ↑  «John Stuart Reid» (en anglès). [Consulta: 12 desembre 2018].
4. 1 2  Cymasope.com. «Home of the Cymatics» (en anglès). [Consulta: 12 desembre 2018].